# Apolinar de Jesús Soto Quesada
Apolinar de Jesús Soto Quesada (Alajuela, 23 de julio de 1827 - 13 de junio de 1911) político y militar costarricense.

## Biografía
Nació en Alajuela, el 23 de julio de 1827, hijo de Bernardo Soto Herrera y Josefa Quesada González. Casó el 23 de abril de 1849 en Alajuela con Joaquina Alfaro Muñoz, y fueron padres de Bernardo, Presidente de la República de 1885 a 1890 y de José María Soto Alfaro, candidato a la presidencia en 1919.
Tuvo tres hijos más de su relación con Mercedes Fernández Bonilla, hija del primo hermano de Juan Mora Fernández: María Josefina Fernández Bonilla, Clemente Fernández Bonilla, and María Adelaida Fernández Bonilla.
Siguió la carrera de las armas y alcanzó el grado de General en el ejército costarricense. Persona adicta al Presidente Tomás Guardia Gutiérrez, fue miembro del Consejo de Estado de 1880 a 1882. Posteriormente, durante los gobiernos de su hijo Bernardo Soto Alfaro, sobre quien ejercía enorme influencia, desempeñó cargos de gran relevancia. Fue Segundo Designado a la Presidencia de 1885 a 1886, Primer Designado a la Presidencia de 1886 a 1890 y Secretario de Guerra y Marina de 1886 a 1887 y de 1888 a 1889. Estuvo encargado interinamente de la Presidencia de la República del 6 de noviembre al 4 de diciembre de 1886, del 7 de julio al 13 de agosto de 1887 y del 2 de noviembre de 1888 al 15 de marzo de 1889.
En su ciudad natal se le apodaba Tepezcuintle.

## Fallecimiento
Falleció en Alajuela, el 13 de junio de 1911 a los 83 años de edad.